# Нецветаев, Андрей Фёдорович
Андрей Фёдорович Нецветаев (1887—1954) — русский священнослужитель.

## Биография
Родился 24 октября 1887 года в деревне Липовка Оханского уезда Пермской губернии семье псаломщика.
В 1899 году поступил в начальное земское училище в селе Острожка этого же уезда, где обучался портняжному делу. Окончив училище в 1903 году, в 1904—1909 годах Андрей Нецветаев жил и работал в родном селе. В ноябре 1909 года он был призван на действительную военную службу в Русскую императорскую армию. Служил по 1913 год рядовым в 179-м пехотном Усть-Двинском полку 45-й пехотной дивизии в Сызрани. В июле 1914 года был мобилизован в армию, был участником Первой мировой войны, служил во 2-й пехотной дивизии. В 1917 году по болезни был комиссован.
После Октябрьской революции, в 1918 году, Нецветаев был мобилизован в Воткинскую Народную армию, а затем — в Красную армию, где служил в 1919—1920 годах. В военных действиях Гражданской войны участия не принимал — служил в запасном батальоне, а потом — в роте связи 30-й дивизии. В 1920 году снова был комиссован по состоянию здоровья. В 1920—1921 годах несколько месяцев находился в Трудовой армии.
В 1921 году Андрей Нецветаев женился на Агриппине Ивановне Поповой. В этом же году решил посвятить себя служению церкви и был определен псаломщиком к Сретенской церкви села Острожка. Через два месяца был рукоположен диаконом, в 1930 году рукоположен в священники. По 1937 год служил священником в Иоанно-Предтеченской церкви села Чернухи Черновского района. 29 сентября 1937 года был арестован и 22 октября осуждён по обвинению в проведении нелегальных молений. Получил 10 лет лишения свободы; наказание отбывал в Нижне-Амурском ИТЛ. 7 июля 1944 года освобожден из лагеря по инвалидности.
После освобождения работал сторожем на Камской переправе в городе Оханске. C ноября 1944 года работал в колхозе деревни Верх-Шестая Черновского района. В конце декабря этого же года епископом Александром был определен священником к Богородичной церкви села Беляевское. В январе 1945 года получил соответствующую справку от Осинского исполкома на право служения в Беляевском.
Умер 3 марта 1954 года, место смерти неизвестно.

### Семья
В семье отца Андрея родилось 12 детей, но только пятеро из них пережили младенчество — Галина, Сосанна, Пётр, Дмитрий и Анна. Его сын Пётр стал священником, служил в городе Грозном. Его внук Сергей (сын Петра) — тоже был священником и служил в Ставрополе. Другой сын Нецветаева — Дмитрий, стал священником и служил в Успенском соборе города Владимира.